# Dialane
Le dialane est un composé chimique instable de formule Al2H6,,. Cette molécule polymérise rapidement en hydrure d'aluminium (AlH3)n mais a pu être stabilisée et étudiée dans une matrice cryogénique d'hydrogène solide. Une analyse numérique fondée sur la configuration électronique de ces composés publiée au début des années 2010 indique qu'il serait plus intéressant que le diborane B2H6 pour le stockage de l'hydrogène avec l'hydrazine H2N2H2 sous forme d'hydrazine bisalane AlH3NH2NH2AlH3 :
Al2H6 + N2H4 ⟶ AlH3NH2NH2AlH3 ⟶ 2 H2AlNH2 + H2.